# Antonio Colla
Antonio Colla (Parma, 6 dicembre 1806 – Parma, 27 marzo 1857) è stato un astronomo e meteorologo italiano.
Nato da famiglia benestante in strada San Michele (l'attuale strada della Repubblica), mostrò fin da giovanissimo un grande interesse per l'astronomia. Nel 1824 pubblicò un libretto dal titolo "Tavole Meteorologiche dell'anno 1824 in Parma". Nel 1826 si laureò in astronomia e meteorologia presso l'Università di Parma, diventando poi insegnante di tali materie nella stessa università. 
Nel 1841 la duchessa Maria Luigia lo nominò direttore dell'Osservatorio Meteorologico delle Scuole Superiori di Parma. Presso tale osservatorio, fondato nel 1757 da Jacopo Belgrado e situato in una torretta del Collegio di San Rocco (diventato poi la sede dell'Università di Parma), Colla svolse studi di meteorologia, geofisica, sismologia e indagini sul magnetismo terrestre. Si interessò anche al vulcanesimo, compilando un elenco dei vulcani attivi di tutto il mondo.  Nel 1842 pubblicò il trattato Ago Magnetico, uno studio pionieristico sulle anomalie del campo magnetico terrestre. Individuò una correlazione tra le variazioni di intensità del campo magnetico della Terra e il manifestarsi delle aurore boreali, che in quegli anni furono visibili diverse volte anche dall'Italia. 
Fondò la rivista Il Solitario Parmigiano, che spediva egli stesso agli astrofili di tutta Italia che ne facevano richiesta. Collaborò strettamente con l'Osservatorio di Brera e fu in corrispondenza con molti astronomi del suo tempo, tra cui Angelo Secchi, Giovanni Plana, Francesco Carlini, John Russell Hind e Karl Christian Bruhns. 
Tramite il telescopio dell'Università, un rifrattore di 10,83 cm di diametro, fece numerosissime osservazioni del cielo alla ricerca di comete. Il 13 maggio 1847 scoprì una cometa aperiodica che fu poi denominata C/1847 J1 Colla in suo onore. In effetti Colla scoprì anche un'altra cometa, la C/1854 Y1 Winnecke-Dien, ma credendo di osservare la cometa C/1854 R1 Klinkerfues comunicò le sue osservazioni citando quest'ultima cometa, purtroppo nessuno all'epoca si accorse dell'errore e la cometa fu denominata col nome dei due astronomi che la segnalarono ben 25 giorni più tardi.
Nel periodo in cui fu direttore dell'osservatorio meteorologico dell'Università si adoperò molto per trasformarlo in un vero e proprio osservatorio astronomico dotato di strumenti al passo con i più recenti progressi tecnologici, ma ciò si avverò solo poco dopo la sua morte, avvenuta per un attacco di meningite all'età di soli 50 anni.